# Luděk Kubias
Luděk Kubias (* 4. Juli 1952)  ist ein ehemaliger tschechoslowakischer Radrennfahrer und nationaler Meister im Radsport.

## Sportliche Laufbahn
Kubias war Mitglied des Vereins RH Plzeň (Roter Stern Plzeň). Seinen ersten internationalen Erfolg hatte er 1972, als er das Rennen Rund um Sebnitz in den Rahmen der Woche des internationalen Radsports der DDR der DDR gewann. Diesen Sieg konnte er ein Jahr später wiederholen. In der DDR-Rundfahrt dieses Jahres belegte er den 12. Rang. Bei der Slowakei-Rundfahrt konnte er drei Etappen gewinnen. 1976 bestritt er das britische Milk-Race und gewann kurz darauf die Tour of Scotland. Zudem gewann er eine Etappe der Polen-Rundfahrt. Die nationale Meisterschaft im Straßenrennen gewann er 1979 vor dem später als Profi erfolgreichen Jiří Škoda sowie eine Etappe der Tour de Bohemia und zwei Etappen in der Rheinland-Pfalz-Rundfahrt. Bei seinem Start im Straßenrennen bei den UCI-Straßen-Weltmeisterschaften wurde er als 23. klassiert. Kubias bestritt eine Vielzahl von Amateur-Landesrundfahrten, u. a. in Kuba, Österreich, Bulgarien, Polen, Algerien, der DDR und der Bundesrepublik Deutschland. 1983 gewann er in Deutschland die Hessen-Rundfahrt.